# Incarvillea compacta
Incarvillea compacta là một loài thực vật có hoa trong họ Chùm ớt. Loài này được Maxim. mô tả khoa học đầu tiên năm 1881.